# Budapesti Torna Club
Il Budapesti Torna Club, noto anche con la sigla BTC, era una società polisportiva con sede a Budapest, in Ungheria. Fondata nel 1885, fu una delle prime società sportive dell'Impero austro-ungarico, e dal 1897 ebbe anche una sezione calcistica. È stata campione nazionale per le prime due edizioni (1901 e 1902) del campionato nazionale, inoltre, nel 1902 raggiunse la finale di Challenge-Cup, la più importante competizione calcistica dell'Impero, perdendo per 2-1 dal Vienna Cricket and Football-Club.

## Storia della sezione calcio
La squadra prese parte al campionato di calcio ungherese di massimo livello (1. Osztályú Bajnokság) dall'edizione inaugurale del 1901 al 1904, quindi dal 1908 al 1915 e, infine, dal 1917 al 1925, anno in cui la sezione calcio del club venne dissolta.
Nel 1910 fu sconfitta in finale di Coppa d'Ungheria dal MTK per 3-1, nel replay della finale originariamente disputata e terminata in parità (1-1).
Secondo alcune fonti d'epoca, il Budapesti TC avrebbe vinto la Challenge-Cup edizione 1909-1910, indicando una finale contro il Wiener Sport-Club terminata 2-1. Peraltro, la maggior parte delle fonti presenta l'indicazione della gara WSC-Ferencváros (3-0) come finale dell'edizione 1910-1911, l'ultima nella storia, mentre nel 1909-1910 non vi sarebbe stata alcuna competizione ufficiale.

## Palmarès

### Competizioni nazionali
- Campionato ungherese: 2

1901, 1902

### Altri piazzamenti
- Campionato ungherese:

Secondo posto: 1903
Terzo posto: 1904, 1908-1909, 1912-1913
- Coppa d'Ungheria:

Finalista: 1909-1910
- Challenge-Cup:

Finalista: 1902

## Altre sezioni
Oltre al calcio, erano presenti all'interno del club sezioni di atletica, scherma e altri sport.